# توموهيكو موراياما
توموهيكو موراياما (باليابانية: 村山 智彦) (مواليد 22 أغسطس 1987)، هو لاعب كرة قدم ياباني سابق كان يلعب كحارس مرمى.

## وصلات خارجية
- توموهيكو موراياما على موقع رابطة كرة القدم اليابانية للمحترفين (اليابانية)
- توموهيكو موراياما على موقع قاعدة بيانات كرة القدم.إي يو (الإنجليزية)
- توموهيكو موراياما على موقع Soccerway.com (الإنجليزية)
- توموهيكو موراياما على موقع عالم كرة القدم.نت (الإنجليزية)